# 清閑寺家
清閑寺家（せいかんじ け、旧字体：淸閑寺）は、藤原北家勧修寺流の公家・華族。公家としての家格は名家、華族としての家格は伯爵家。

## 歴史
藤原北家勧修寺流（藤原高藤の後裔）の嫡流である権大納言吉田経長の五男資房を家祖として南北朝時代に創立された。
室町時代から戦国時代の家幸の後、長く中絶したが、江戸時代初期の頃（慶長7年（1602年）？）に同流の権中納言中御門資胤の子・共房が入って再興した。
舟橋秀賢の『慶長日件録』の慶長5年（1600年）1月27日の条によれば、この再興は前関白二条昭実が主導したようである。『嘉良喜随筆』の所引『遠碧軒随筆』によれば、清閑寺内府従一位（共房）は実は二条昭実の子だが、公表し難い事情があって生まれた子だったため康道を嫡子としつつ、共房は名家の清閑寺家を再興するという名目で別家させたのだとしている。
再興初代の共房は家例を超える従一位内大臣まで登ったものの、その後は権大納言止まりだった。しかし、共綱・煕房・益房・昶定は大納言止まりながらも従一位に昇っている。
江戸前期から中期の当主である権大納言清閑寺熙定は、元禄14年に勅使饗応役の播磨国赤穂藩主浅野長矩(内匠頭)が高家肝入吉良義央(上野介)に殿中刃傷に及んだ際、霊元上皇の院使として江戸城に下向していた関係でしばしば忠臣蔵関係の書籍で言及される。なお熙定の饗応は浅野ではなく、伊予国吉田藩主伊達宗春(左京亮)が院使饗応役に任じられてあたっていた。
江戸時代の家禄は180石。
権中納言清閑寺豊房の代に明治維新を迎え、明治2年（1869年）6月17日の行政官達で公家と大名家が統合されて華族制度が誕生すると清閑寺家も公家として華族に列した。
明治3年12月10日に定められた家禄は、現米で291石3斗。明治9年8月5日の金禄公債証書発行条例に基づき家禄と引き換えに支給された金禄公債の額は1万561円10銭3厘（華族受給者中378位）。
明治17年（1884年）7月7日の華族令の施行で華族が五爵制になると大納言迄宣任の例多き旧堂上家として盛房が伯爵に授爵された。2代伯経房と3代伯良貞は貴族院の伯爵議員に当選して務めている。良貞は宮内省に勤仕し主猟官や式部官を務めた。
清閑寺伯爵家の邸宅は昭和前期に東京市中野区宮園通にあった。

## 歴代当主
1. 清閑寺資房 (1304 － 1344）
2. 清閑寺資定 (???? － 1365）
3. 清閑寺家房 (1355 － 1423）
4. 清閑寺家俊 (1378 － 1433）
5. 清閑寺幸房 (1417 － 1461）
6. 清閑寺家幸 (1443 － 1501)
7. 清閑寺共房 (1589 － 1661）
8. 清閑寺共綱 (1612 － 1675）
9. 清閑寺熙房 (1633 － 1686）
10. 清閑寺熙定 (1662 － 1707）
11. 清閑寺治房 (1690 － 1733）
12. 清閑寺秀定 (1709 － 1759）
13. 清閑寺益房 (1736 － 1803）
14. 清閑寺昶定 (1762 － 1817）
15. 清閑寺和房 (1783 － 1787）
16. 清閑寺高房 (1788 － 1803）
17. 清閑寺共福 (1793 － 1839）
18. 清閑寺寛房 (1818 － 1822）
19. 清閑寺豊房 (1822 － 1872）
20. 清閑寺盛房 (1845 － 1892)
21. 清閑寺経房 (1865 － 1952)
22. 清閑寺良貞 (1888 － 1951)
23. 清閑寺経泰 (1920 －